# Savoia-Marchetti SM.79 Sparviero
Савойя-Маркетти SM.79 Спарвиеро (итал. Savoia-Marchetti SM.79 Sparviero, «Ястреб») — итальянский средний бомбардировщик и торпедоносец. Разработан конструкторами фирмы Savoia-Marchetti под руководством Алессандро Маркетти. Первый полёт самолёт совершил 8 октября 1934 года, принят на вооружение Regia Aeronautica в январе 1937 года.

## История создания
Первый прототип трехмоторного транспортного самолета, получившего обозначение S.M.79 Sparviero, поднялся в воздух в конце 1934 года. Летные характеристики машины оказались настолько высокими, что вскоре был выпущен вариант бомбардировщика/разведчика, ставший одним из лучших самолетов такого класса периода Второй мировой войны.
Sparviero был выполнен по схеме низкоплана и имел смешанную конструкцию. Его фюзеляж представлял собой раму из стальных труб, обшитую дюралевым листом, фанерой и полотном; свободнонесущее крыло изготавливалось из дерева.
Шасси — убираемое, с хвостовым колесом.
Прототип, имевший гражданскую регистрацию I-MAGO, был оснащен тремя 780-сильными радиальными поршневыми двигателями Alfa Romeo 126 RC.34.
Экипаж состоял из четырёх или пяти человек.
После испытаний самолет был запущен в серию под обозначением S.M.79-I. В 1937 году начались испытания торпедоносца на базе S.M.79-I. Самолет, имевший возможность нести две 450-мм торпеды, был оснащен двигателями Piaggio P.XI RC.40 и поступил в серию как S.M.79-II.

## Применение
До начала Второй мировой войны S.M.79 установил ряд мировых рекордов скорости и грузоподъемности в своем классе, а также одержал победы в нескольких воздушных гонках. В частности, S.M.79C (I-BIMU), пилотируемый полковником Аттило Бизео и лейтенантом Бруно Муссолини (сыном Бенито Муссолини), занял третье место на проводившейся в 1937 году гонке по маршруту Истр — Дамаск — Париж, показав среднюю скорость 343 км/ч.
Первый серийный вариант, S.M.79-I, состоял на вооружении четырёх авиагрупп итальянского авиационного легиона во время гражданской войны в Испании. Продемонстрированные этими самолетами результаты привели к закупке Югославией 45 машин в 1938 году.

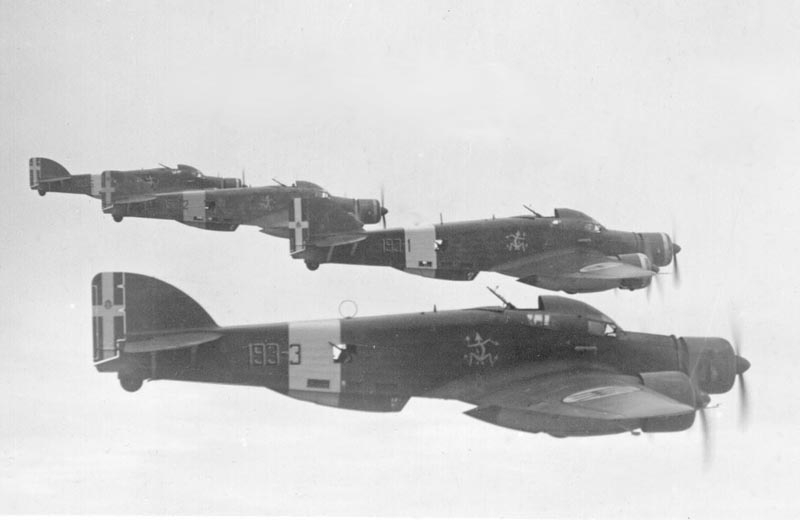
Строй бомбардировщиков Савойя-Маркетти SM.79 в полёте. На фюзеляже самолётов виден рисунок «электрического человечка» — эмблема 193-й эскадрильи 30-го полка.

К вступлению Италии во Вторую мировую войну порядка 575 самолетов вариантов S.M.79-I и S.M.79-II состояли на вооружении 14 авиаполков ВВС Италии. Самолеты этих и последующих модификаций были развернуты на всех ТВД, где воевали итальянские войска. Также они несли службу в Югославии, Албании, Греции, Франции, Тунисе и на Крите. S.M.79 нанесли большой урон судоходству в Средиземном море. Помимо этого, машины использовались для поддержки войск, разведки и транспортировки грузов. После капитуляции Италии небольшое количество S.M.79 поступило на вооружение т. н. ВВС Юга, воевавших на стороне союзников. Итальянские ВВС продолжали эксплуатацию этих самолетов вплоть до начала 1950-х годов.
Savoia-Marchetti получила заказы на двухдвигательный экспортный вариант, обозначавшийся S.M.79B. Самолеты данной модели состояли на вооружении Бразилии (3 машины), Ирака (4 машины) и Румынии (24 машины). Последняя наиболее широко использовала бомбардировщики в боевых действиях, в частности на Восточном фронте против Советского Союза.

## Варианты

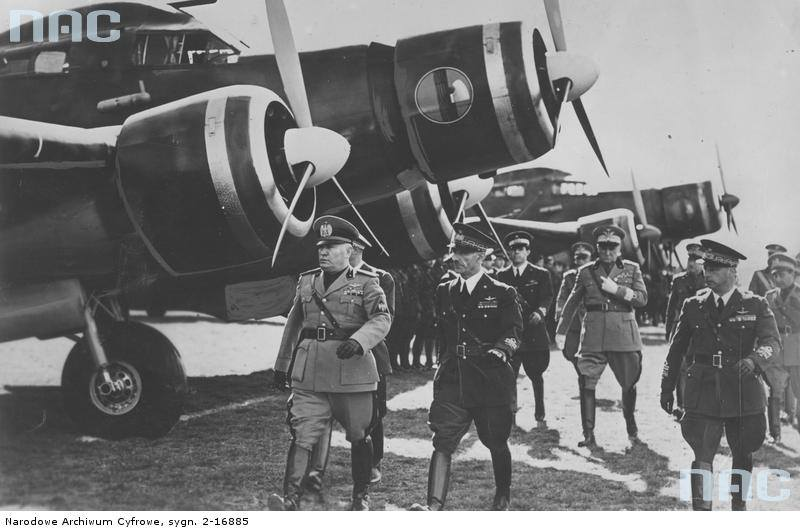
Бенито Муссолини производит смотр самолётов Савойя-Маркетти SM.79

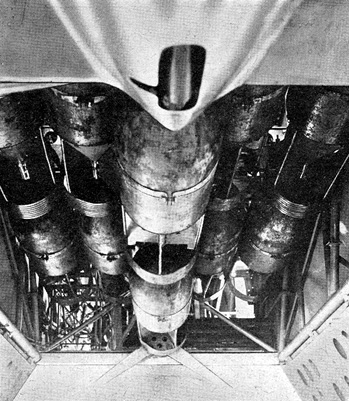
Грузоотсек самолёта Савойя-Маркетти SM.79

- SM.79 — прототип S.79P (гражданский вариант) с 610-сильными двигателями Piaggio Stella P.IX, позже замененными на Alfa Romeo 125 RC.35 (590–750 л.с.), применялся в ВВС как скоростной транспорт и в разведывательных миссиях над Эфиопией.
- S.M.79-I — первый серийный вариант. Отличался от прототипа новой кабиной и подфюзеляжной гондолой.
- S.M.79-II — бомбардировщик-торпедоносец, с возможностью подвески двух 450-мм торпед, оснащавшийся 1000-сильным ПД Piaggio P.XI RC.40 или 1030-сильным ПД Fiat A.80 RC.41. Поступил на вооружение в 1937 году.
- S.M.79-III — усовершенствованный вариант S.M.79-II с изменённым составом вооружения. Поступил на вооружение в 1943 году.
- S.M.79B — двухмоторный экспортный вариант с новой, остекленной носовой частью. Оснащался различными двигателями для разных стран-покупателей:
  - для Бразилии: Alfa Romeo 128 RC.18 мощностью по 930 л. с.
  - для Ирака: Fiat A.80 RC.41 мощностью по 1030 л. с.
  - для Румынии: Gnome-Rhone Mistral Major K14 мощностью по 1000 л. с.
- S.M.79C — VIP-вариант на базе S.M.79-II с демонтированными стрелковыми точками.
- S.M.79K — вариант для Югославии, по параметрам аналогичный S.M.79C.
- S.M.79JR — экспортный вариант для Румынии, аналогичный S.M.79B, но с двумя 1120-сильными ПД Junkers Jumo 211 Da немецкого производства.
- S.M.79T — дальний вариант на базе S.M.79C с увеличенным запасом топлива.
- построенный в единственном экземпляре управляемый самолёт-снаряд, оператор находился на CANT Z.1007 Alcione.

## Эксплуатанты

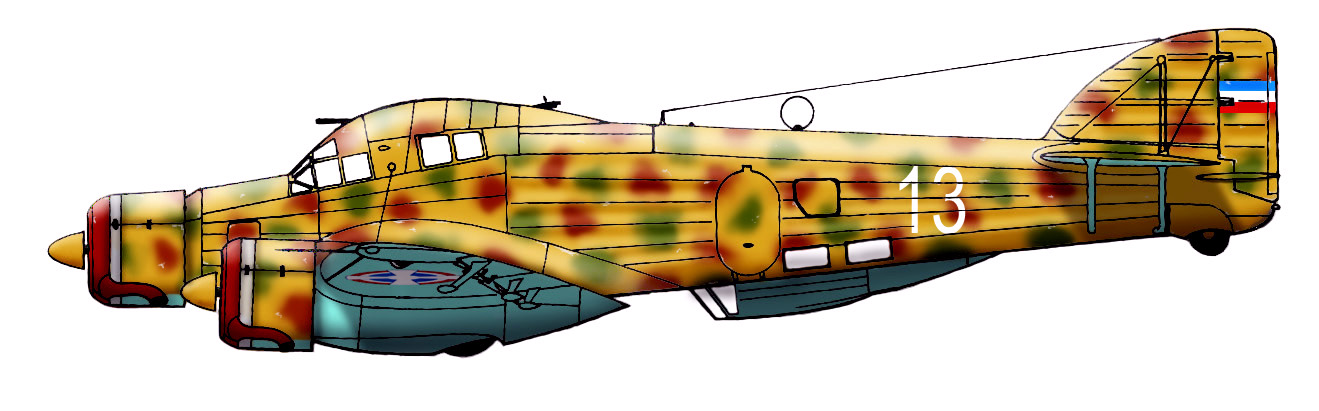
SM.79 ВВС Югославии

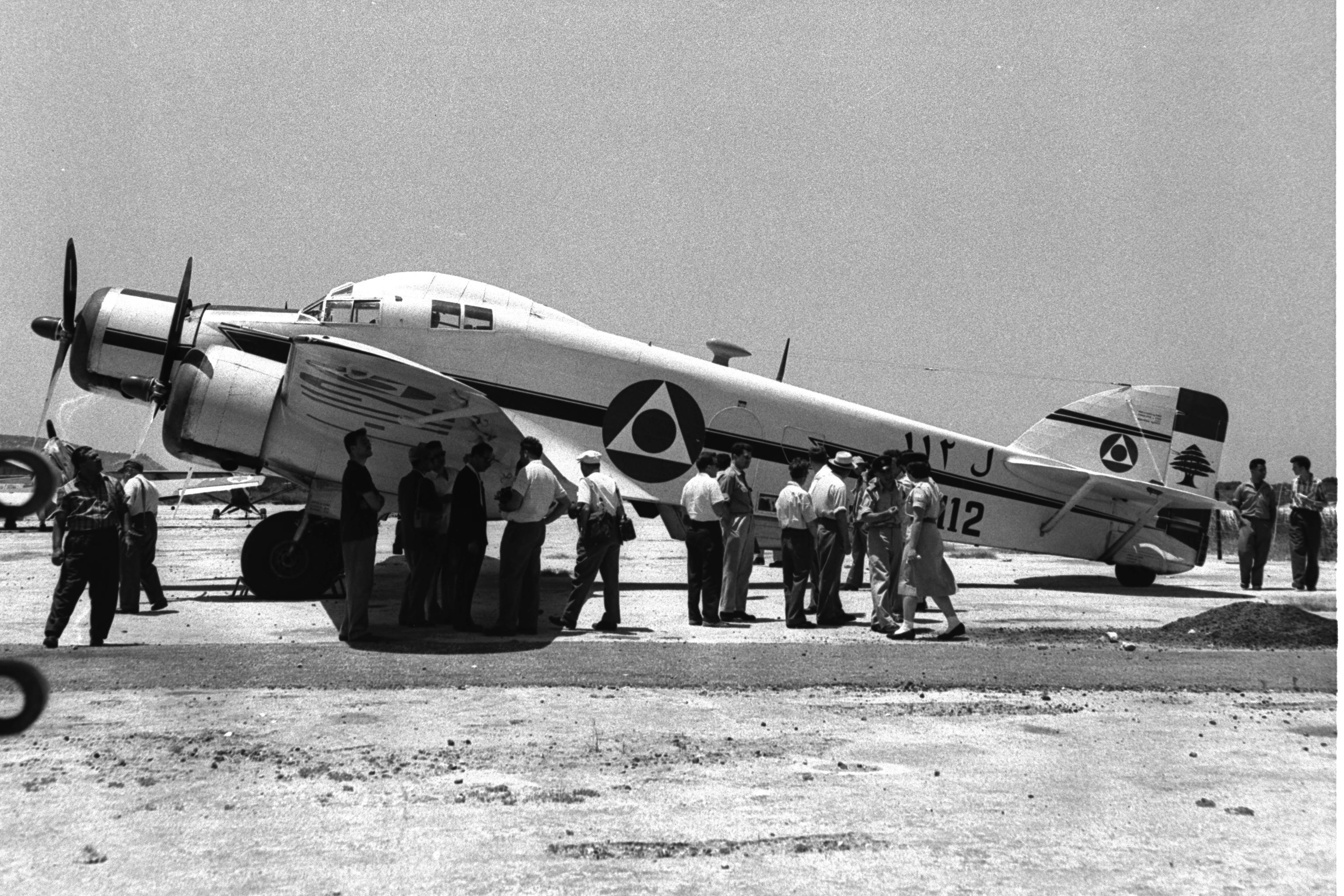
Послевоенные SM.79 ВВС Ливана

Италия
- Regia Aeronautica
- Легионерская авиация
- Республиканская Национальная Авиация
- Aeronautica Cobelligerante Italiana
- ВВС Италии (послевоенные, эксплуатировались до 1955 года[2])

 Румыния
- Королевские Румынские ВВС В 1937 году заказаны 24 SM.79B, затем, в феврале 1940 года ещё 8 машины с моторами Junkers Jumo 211 (JIS 79, Jumo Italia  Savoia), поставлены 1941/422. Ещё 72 самолёта построены заводом Industria Aeronautică Română (IAR), назывались JRS 79B (Jumo Romania Savoia).[3][4][5] Также по лицензии выпускалась модификация JRS 79B1, с 20-мм пушкой Ikaria и увеличенной кабиной для пятого члена экипажа.[6][5]

 Бразилия
- ВВС Бразилии 2+1 самолёта SM.79T с моторами Alfa Romeo 128 RC.18.

 Ирак
- ВВС Ирака в 1938 году поставлены 6 SM.79B и 15 Ва.65 (по другим данным 4 SM.79B и 24 (22 одноместных и 2 двухместных Ba.65))[7]

 Югославия Королевство Югославия
- Королевские ВВС Югославии 45 SM.79K заказаны в 1938 году, получены в 1939. По 15 машин были в 66-й (аэродром Прельина/Чачак и 67-й группах (Добрич/Пожега(босн.)) 7-го полка 4-й бригады, а также 81-й отдельной группы (Ориеш/Благай); ещё до войны минимум 3 самолёта были разбиты в авариях. 5 пытались улететь в СССР, прибыло 3. Уцелевшие в боях эвакуировались в Грецию и далее, после разгрома на греческом а/э Парамитья — на британский Ближний Восток.

 Независимое государство Хорватия
- ВВС НГХ 1 бывший югославский самолёт, вероятно из 81-й группы (CQHO 0701).

 Великобритания
- Royal Air Force 4 бывших югославских машины, в ВВС Британии AX702-AX705

 СССР
- ВВС СССР: интернированные югославские машины в августе 1941 были включены в состав 5 сбап как ночные бомбардировщики.

 Германия
- Люфтваффе трофейные итальянские (после 1943)

 Ливан
- ВВС Ливана в 1946 году были заказаны 4 бомбардировщика SM.79L, полученные в 1949, использовались как транспортные.

## Тактико-технические характеристики
Источник данных: Техническое руководство Министерства авиации С.A.289, 1940 г.

Технические характеристики
- Экипаж: 4-5 человек
- Длина: 16,2 м
- Размах крыла: 21,184 м
- Высота: 4,102 м
- Площадь крыла: 61 м²
- Масса пустого: 6950 кг
- Масса снаряжённого: 8630 кг
- Нормальная взлётная масса: 11 180 кг
- Масса полезной нагрузки: 3780 кг
- Масса топлива во внутренних баках: 2550 кг
- Силовая установка: 3 × радиальных Alfa Romeo 126 RC34
- Мощность двигателей: 3 × 750 л.с. на высоте 3353 м (3 × 551,6 кВт)
- Воздушный винт: трёхлопастной изменяемого шага Savoia Marchetti

Лётные характеристики
- Максимальная скорость:  
  - на высоте: 430 км/ч на 4000 м
  - у земли: 359 км/ч
- Крейсерская скорость: 373 км/ч на 6000 м
- Скорость сваливания: 129 км/ч
- Практическая дальность: 2000 км
- Перегоночная дальность: 3300 км на высоте 5000 м при 340 км/ч
- Практический потолок: 6500 м
- Скороподъёмность: 5,9 м/с

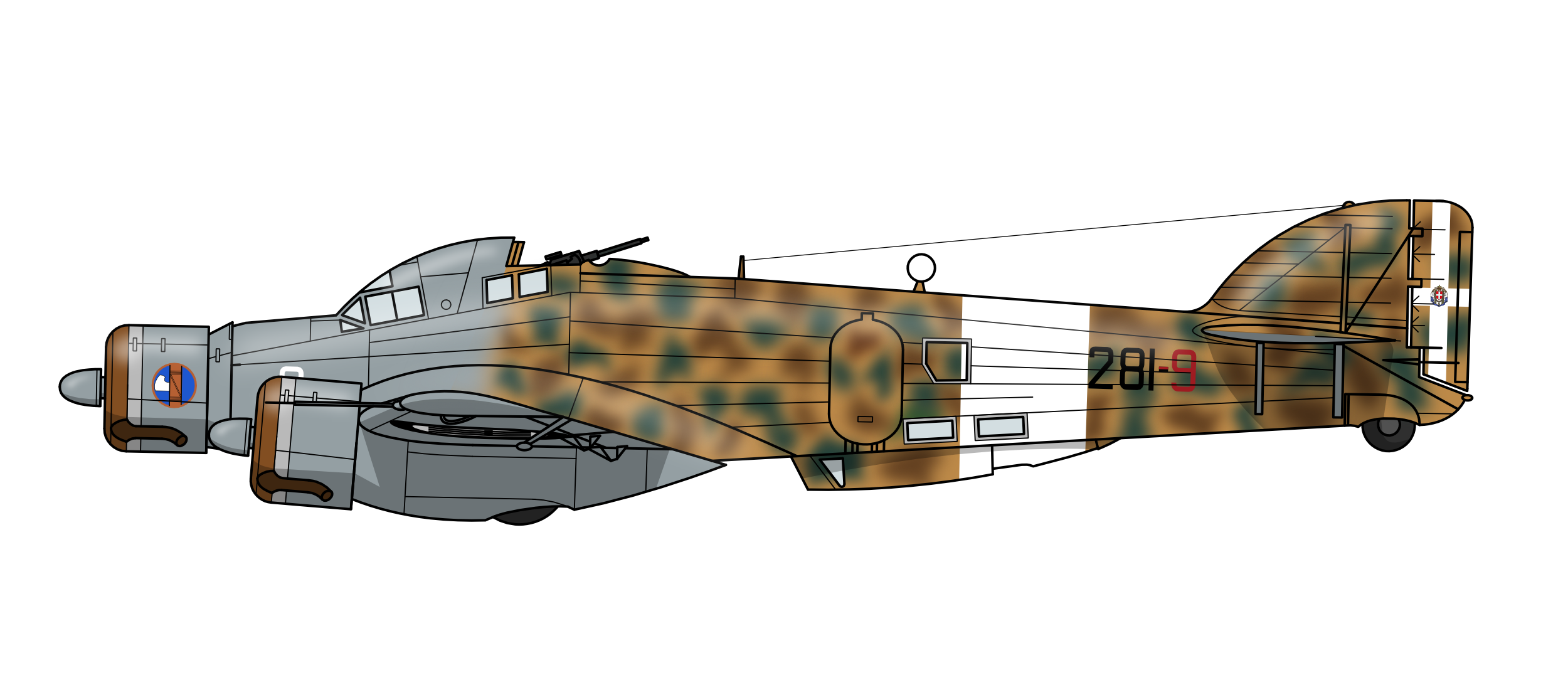

Схема самолёта.

- Время набора высоты: 4000 м за 13 мин. 15 сек.
- Нагрузка на крыло: 183 кг/м² (расч.)
- Тяговооружённость: 74,7 Вт/кг (9,85 кг/л.с.)
- Длина разбега: 273 м
- Длина пробега: 350 м

Вооружение
- Стрелково-пушечное:  
  - 1× 12,7 мм пулемёт Breda-SAFAT с 350 патронами в передней части кабины
  - 1× 12,7 мм пулемёт Breda-SAFAT с 500 патронами за кабиной, сверху
  - 1× 12,7 мм пулемёт Breda-SAFAT в задней части подфюзеляжной гондолы
  - 1× 7,7 мм пулемёт Lewis перекидной в задней части фюзеляжа для обороны с бортов
- Боевая нагрузка: 1200 кг в бомбоотсеке:
  - 2× 500-кг бомбы или
  - 5× 250 кг бомб или
  - 12× 100 кг бомб или
  - 2× 450 мм торпеды под фюзеляжем